# Hypostomus commersonii
O pirá-tatu (Hypostomus commersonii) é uma espécie de peixe teleósteo, siluriforme, da família dos loricariídeos. Tais animais habitam os rios da região Norte, Sudesde e Sul do Brasil, medindo cerca de 60 cm de comprimento. Possuem coloração cinzenta, pontos negros na nadadeira dorsal e parte da ventral granulosa.
Como os demais membros da família Loricariidae, possui a boca na face ventral e se utiliza desta caracteristica para se alimentar "raspando" algas e detritos orgânicos do fundo dos rios em que vive.